# Moritz Daniel Oppenheim

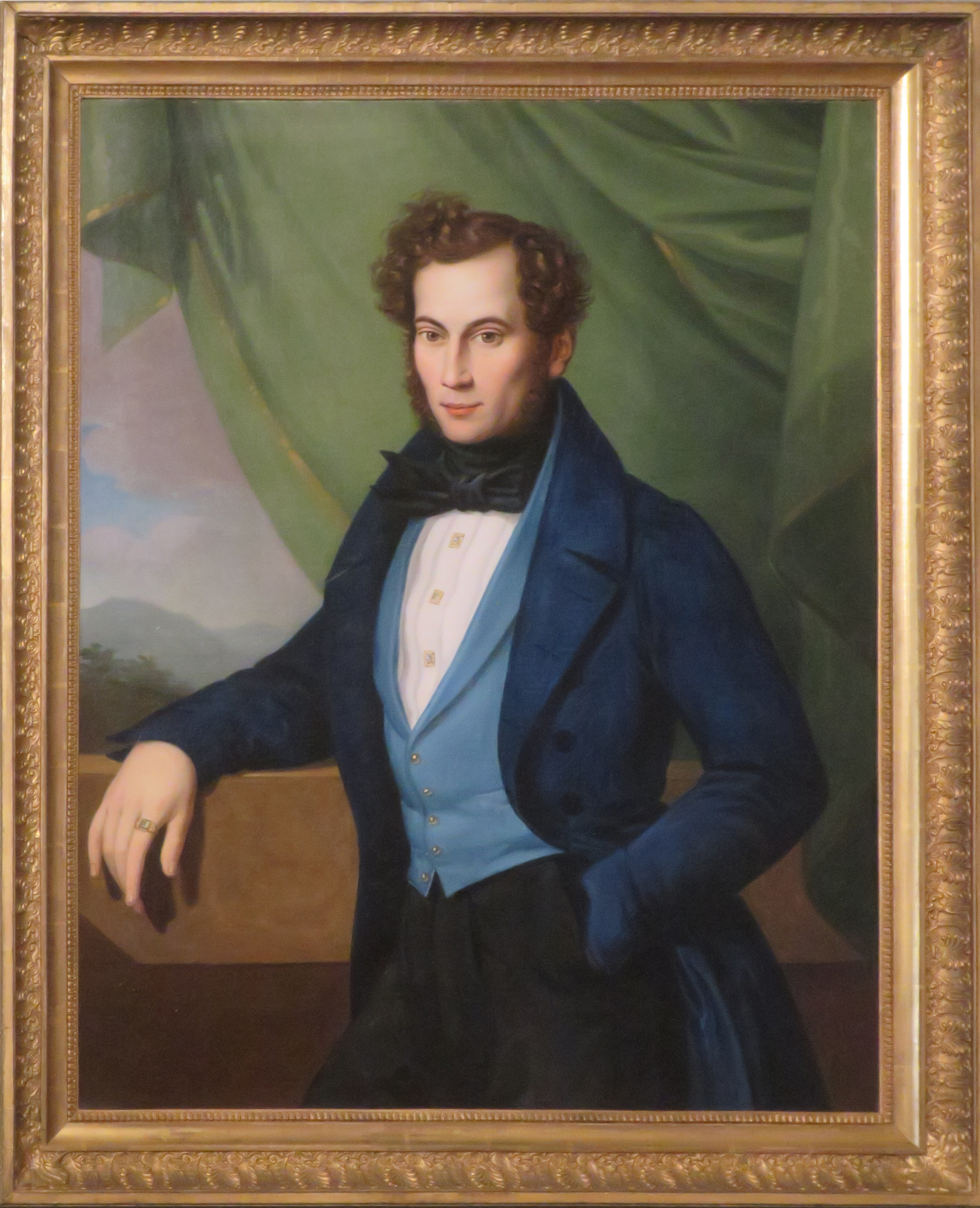
Selbstporträt,
Historisches Museum Hanau Schloss Philippsruhe

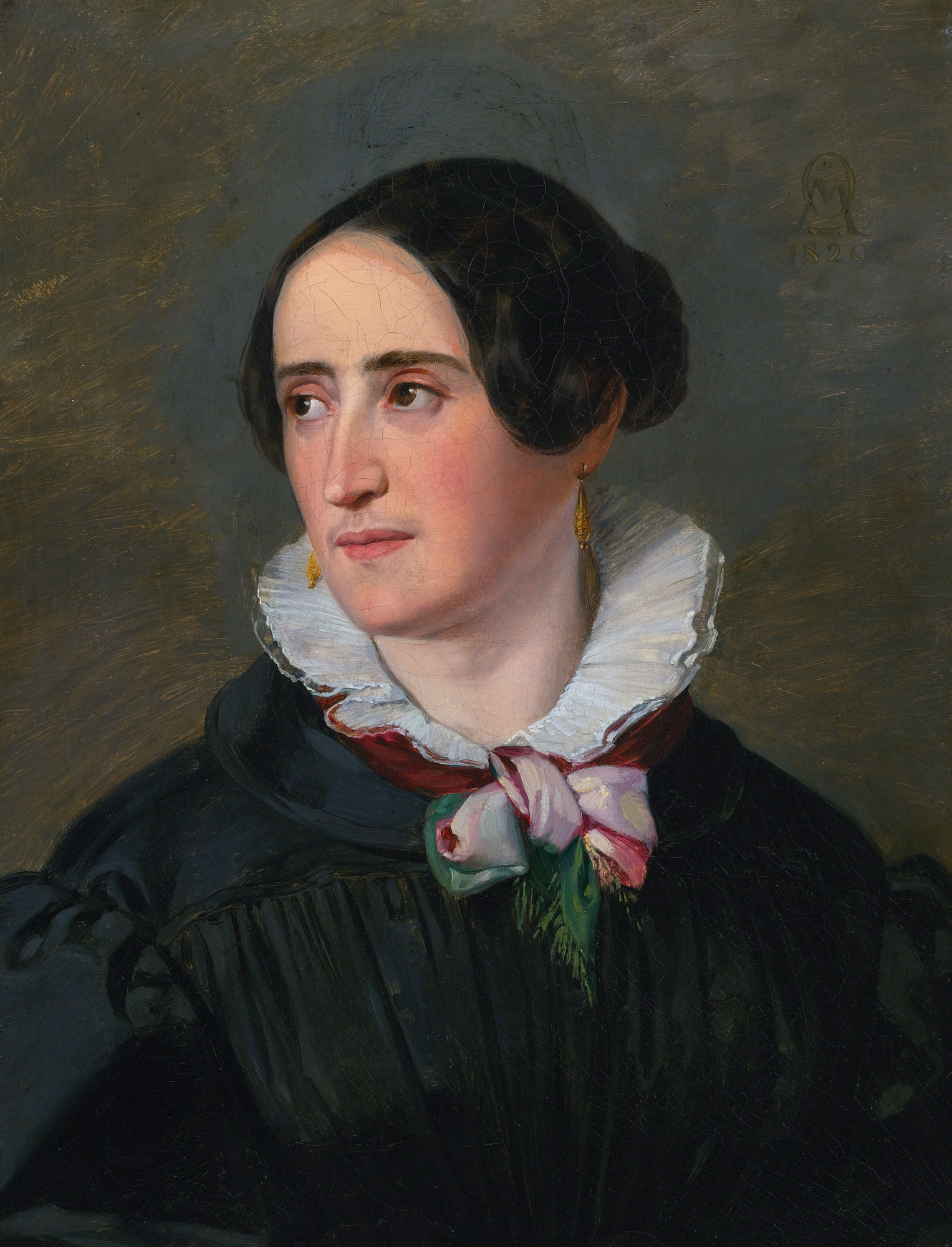
Moritz Daniel Oppenheim:
Porträt seiner ersten Ehefrau
Adelheid Cleve (1800–1836) (Bild von 1829, Verbleib unbekannt, vermutlich Privatbesitz)

Moritz Daniel Oppenheim (geboren am 8. Januar 1800 in Hanau; gestorben am 25. Februar 1882 in Frankfurt am Main) war ein deutscher Porträt- und Historienmaler, der neben Porträts auch häufig Milieustudien in Öl malte. Er gilt als erster jüdischer Maler, der eine weltweite Bekanntheit erreichte.

## Leben
Moritz Daniel Oppenheim wuchs in einem kleinbürgerlichen jüdisch-orthodoxen Milieu auf. Von seinem vierten Lebensjahr an besuchte er die jüdische Grundschule, den Cheder, dort lernte er Hebräisch und jüdische Gebete. Als Junge erlebte Oppenheim 1806 den Einmarsch der kaiserlich-französischen Armee und die damit verbundene Auflösung des Hanauer Ghettos. Oppenheim besuchte ab 1810 die Hanauer Kurfürstliche Zeichenakademie, wo er Zeichenunterricht beim Maler und Kupferstecher Conrad Westermayr sowie Malunterricht bei dessen Frau Henriette in Hanau erhielt. Für 1813 ist seine Einschulung in der Hohen Landesschule belegt. Er war dort der erste Schüler jüdischen Glaubens.
Um 1814 lässt sich eine Kopiertätigkeit in der Gemäldesammlung des Grafen Karl Christian Ernst von Bentzel-Sternau im Schloss Emmerichshofen nachweisen, die er wohl auf Vermittlung Westermayrs erhielt. Hier lernte er die Werke alter italienischer Meister kennen. Als erster jüdischer Künstler erhielt er damit eine akademische Ausbildung und führte schon mit vierzehn Jahren Arbeiten für den Finanzminister des Großherzogtums Frankfurt aus. Vermutlich in dieser Zeit entstand das Porträt des Baruch Eschwege, eines Hanauer Kaufmanns in der Uniform der freiwilligen kurhessischen Jäger vor dem Hintergrund des Schlosses Philippsruhe. Ab 1818 erhielt Oppenheim dann eine zwei Jahre dauernde Ausbildung an der Königlichen Akademie der Bildenden Künste in München. Dort war er Schüler von Johann Peter von Langer und dessen Sohn Robert von Langer. Anschließend kehrte er nach Hanau zurück. Seine zeichnerische Begabung brachte ihn 1820 zum Städelschen Kunstinstitut nach Frankfurt.
1820/21 ging Oppenheim nach Paris und wurde Schüler von Jean-Baptiste Regnault. 1821 nahm er dort auch am concours des places an der École des beaux-arts teil. Zwischen 1821 und 1825 hielt sich Oppenheim in Italien, unter anderem in Rom, Florenz und Neapel, auf. In Rom machte er Bekanntschaft mit Künstlern aus dem Kreis der Nazarener um Friedrich Overbeck und Bertel Thorvaldsen. 1824 nahm er am Zeichenwettbewerb der Accademia di San Luca in Rom teil, gewann den ersten Preis, der ihm aber sogleich aufgrund seiner jüdischen Herkunft wieder aberkannt wurde. In Neapel traf er schließlich seinen späteren Mäzen Baron Carl Mayer von Rothschild, für dessen Familie er in den folgenden Jahren als Porträtist und Kunstagent tätig wurde.
Nach seiner Rückkehr nach Frankfurt am Main (1825) etablierte er sich als Historien-, Genre- und Porträtmaler des emanzipierten jüdischen Bürgertums. Neben seinen Arbeiten für die Familie Rothschild fertigte er Porträts bedeutender jüdischer Persönlichkeiten wie Heinrich Heine, Ludwig Börne und Gabriel Riesser an.
Oppenheim hatte mit seiner zweiten Frau Fanny Goldschmidt drei Kinder, Daniel Guido Oppenheim, Angela Clementine Oppenheim und Jacob Eugen Oppenheim. Sein Enkel Alfred Oppenheim war ebenfalls Maler.

## Bezug zum Judentum

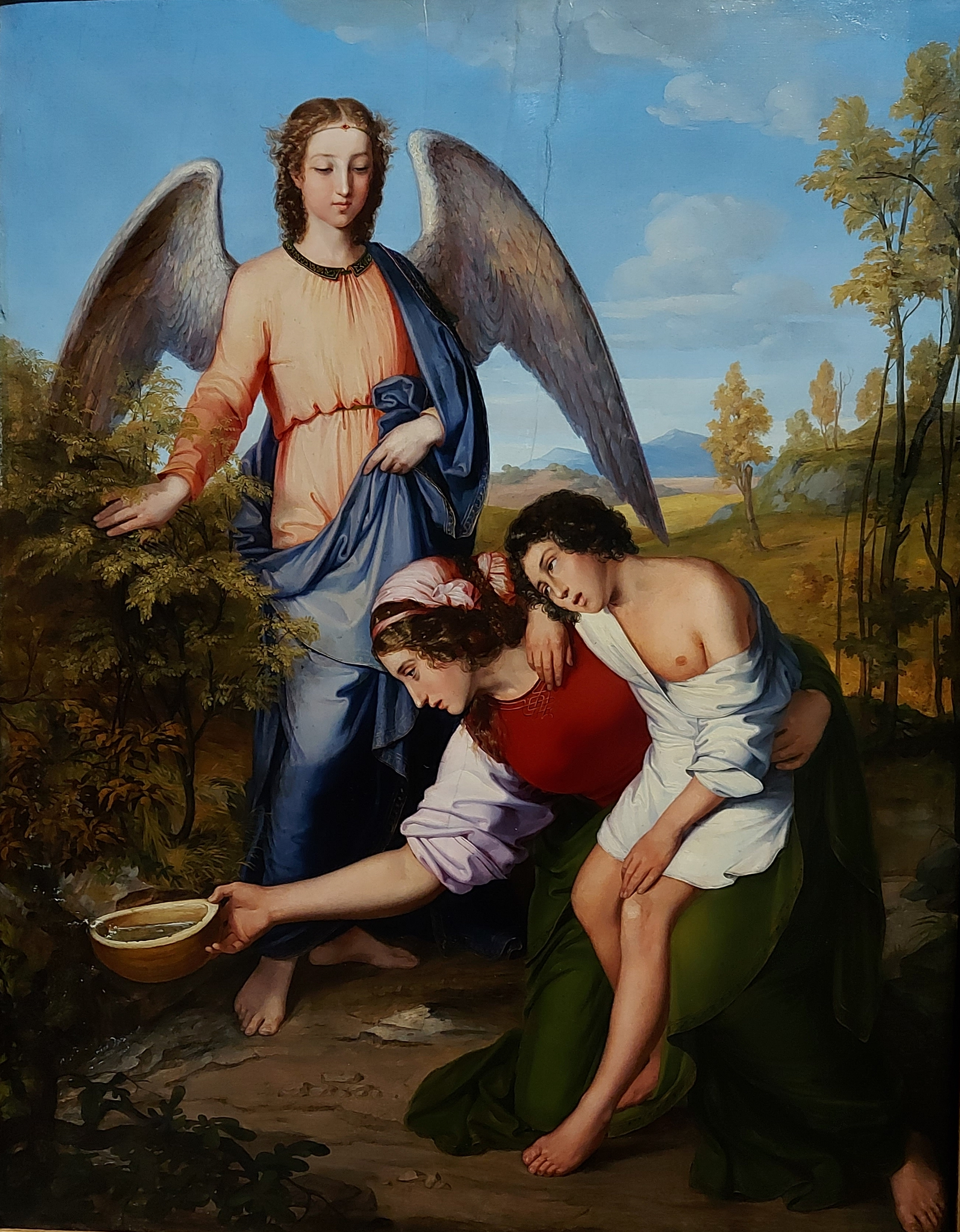
Die Rettung von Hagar und Ismael in der Wüste, 1826, Privatbesitz. Das Gemälde allegorisiert einen glücklichen Ausgang der Geschichte des Judentums.

Moritz Daniel Oppenheim war unter verschiedenen Aspekten eine herausragende Künstlerpersönlichkeit. Der Berufung als Maler gefolgt zu sein, war für einen Juden in der ersten Hälfte des 19. Jahrhunderts nicht selbstverständlich. Die Malerei als Teil der bildenden Kunst wurde im Judentum der Zeit skeptisch gesehen. Sie galt als Kunst der christlichen Kirche, zudem traf das Bilderverbot, das aus dem 2. Gebot abgeleitet wurde, insbesondere diese Kunstgattung, auch wenn Juden bedeutende Mäzene und Kunstsammler stellten. Wegen seiner akademischen Ausbildung galt Oppenheim als „der erste jüdische Maler“. Außerdem konvertierte er im Gegensatz zu den wenigen jüdischstämmigen Malern seiner Zeit, wie etwa den Nazarener-Brüdern Johannes und Philipp Veit, nicht zum Christentum, obwohl es ihm nahegelegt wurde. Besonders zeichnete Oppenheim aus, ohne Vorbild – und im Gegensatz zu den meisten nachfolgenden jüdischen Malern des 19. Jahrhunderts bis zum Beginn des Holocaust – in bedeutendem Umfang Themen gewählt zu haben, die sich dem jüdischen Leben, der jüdischen Bildung, auch der Identitätsbildung, dem Patriotismus und der jüdischen Frömmigkeit widmeten.

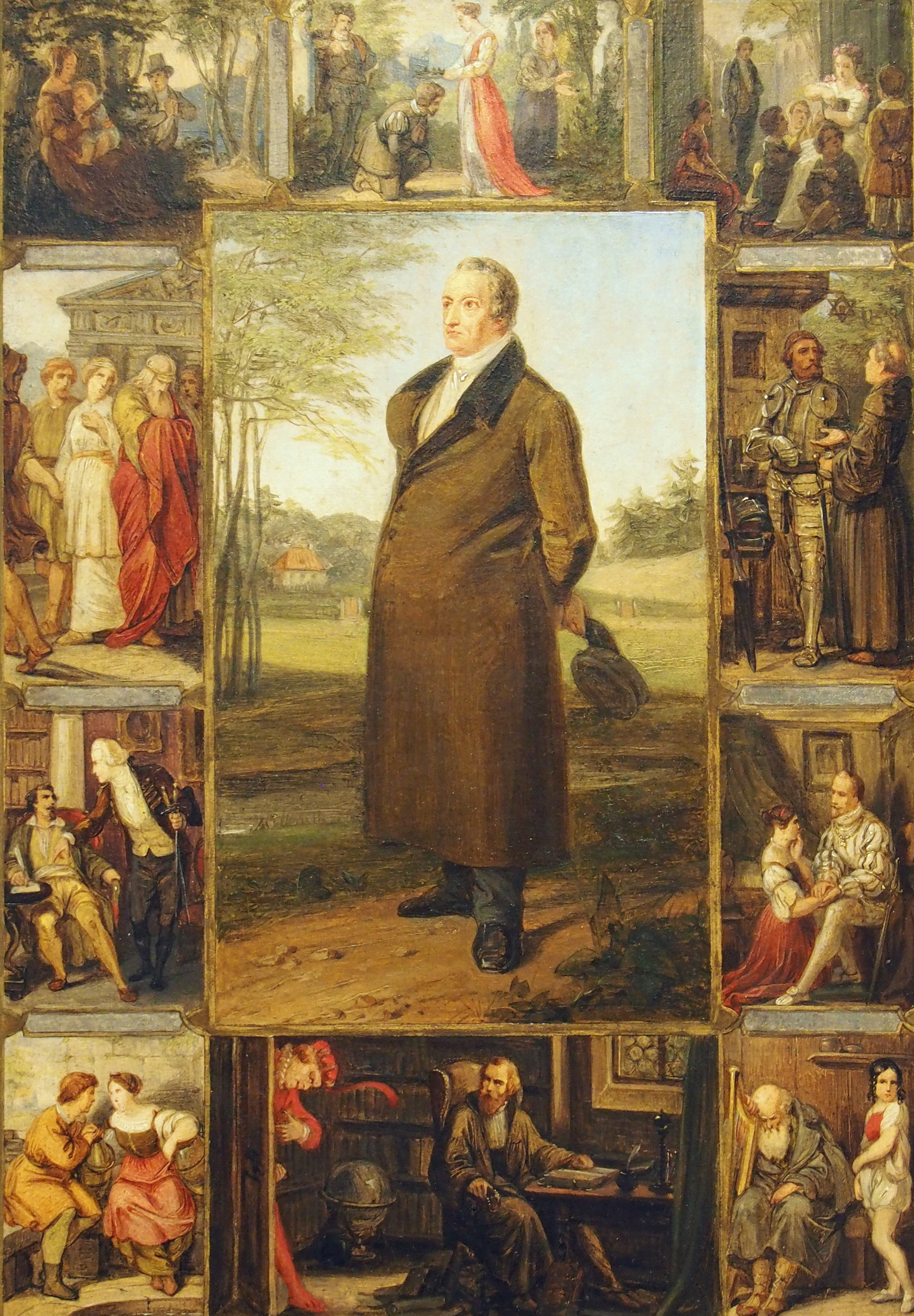
J.W. von Goethe (nach 1828) umgeben von Illustrationen seiner Werke

Obwohl kein radikaler Neuerer, waren seine Gemälde mit ihren Ghettoszenen, Milieustudien, Alltäglichkeiten und der Begehung jüdischer Feste im Familienrahmen künstlerischer Ausdruck der jüdischen Emanzipation – Themen, die er in einem durchaus christlich-bürgerlichen Sinn überhöhte, schönte und somit als Gegenwurf jüdischer Bürgerlichkeit anlegte. Mit seinem Bild Lavater und Lessing bei Moses Mendelssohn thematisierte er diese Emanzipation am Beispiel eines der wichtigsten Dispute der jüdischen Aufklärung.
Dieses Ringen um eine dreifache Identität als Künstler, Bürger und Jude durchzieht Oppenheims gesamtes Lebenswerk, so dass alle Arbeiten gleichermaßen der Emanzipation und den Idealen des Bürgertums verpflichtet sind. In den 1820er bis 1850er Jahren wird dies durch Porträts bekannter jüdischer Bürger und die Genreszenen dokumentiert. In seinem Spätwerk treten diese zurück, es dominiert nun die Auseinandersetzung mit Bedeutung und Wert jüdischer Lebenstraditionen.
Oppenheims säkulares Werk, vor allem seine Porträtmalerei, war unter Juden und Nichtjuden gleichermaßen angesehen, selbst Goethe ließ sich von ihm porträtieren. Mit seinen jüdischen Themen gewidmeten Bildern erlangte er hingegen eine besondere und anhaltende Anerkennung in der jüdischen Gemeinschaft. So fand der Zyklus Bilder aus dem altjüdischen Familienleben, der als Spätwerk ab 1866 in zahlreichen, immer wieder neu aufgelegten Lichtdrucken erschien, bis weit in das 20. Jahrhundert hinein großen Absatz. In den Gemälden dieses Zyklus stellt Oppenheim „Familiensinn, Bildung und Frömmigkeit“ als Werte dar, „die christliche und jüdische Bürger teilten“.

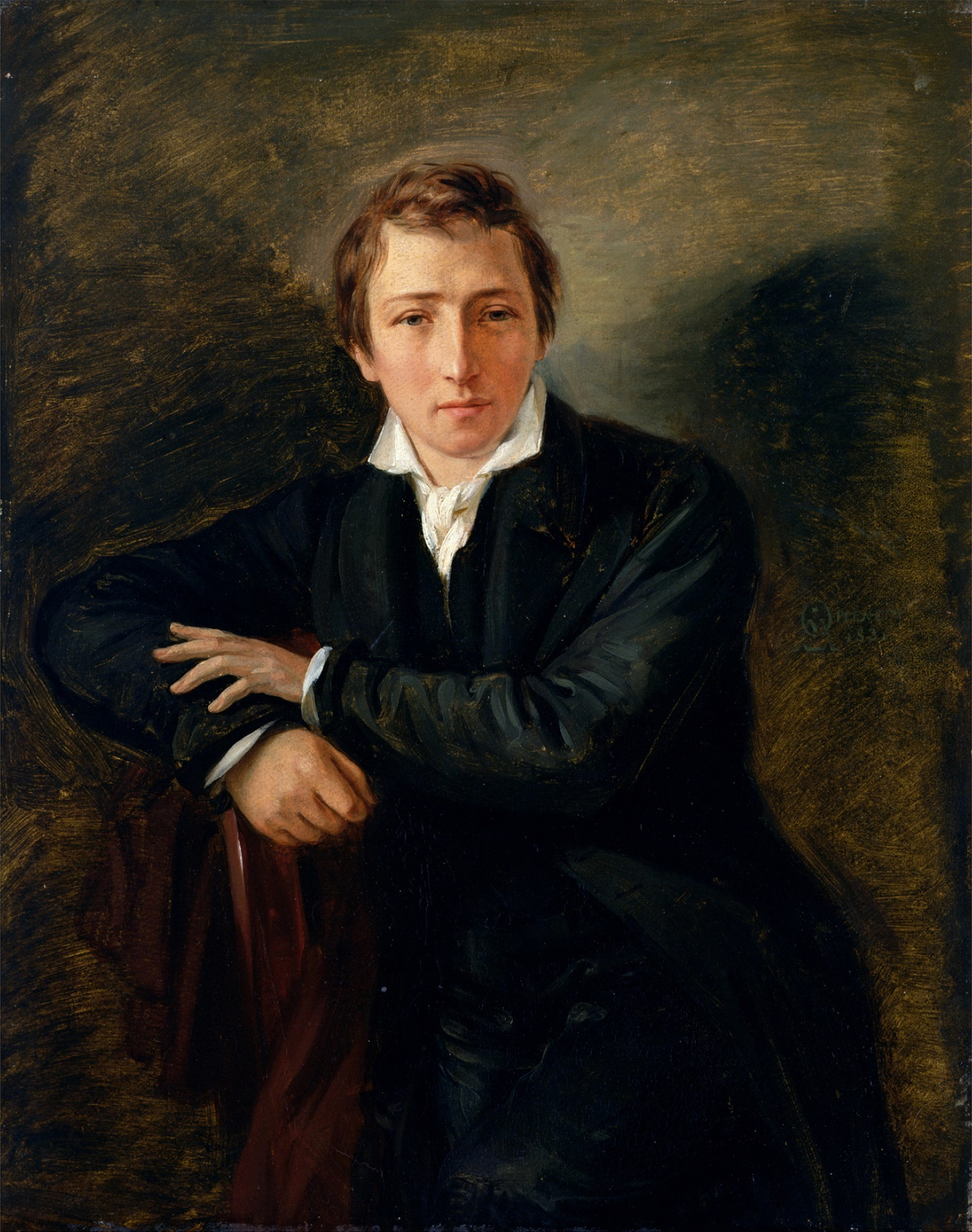
Der Dichter Heinrich Heine (1831, Hamburger Kunsthalle)
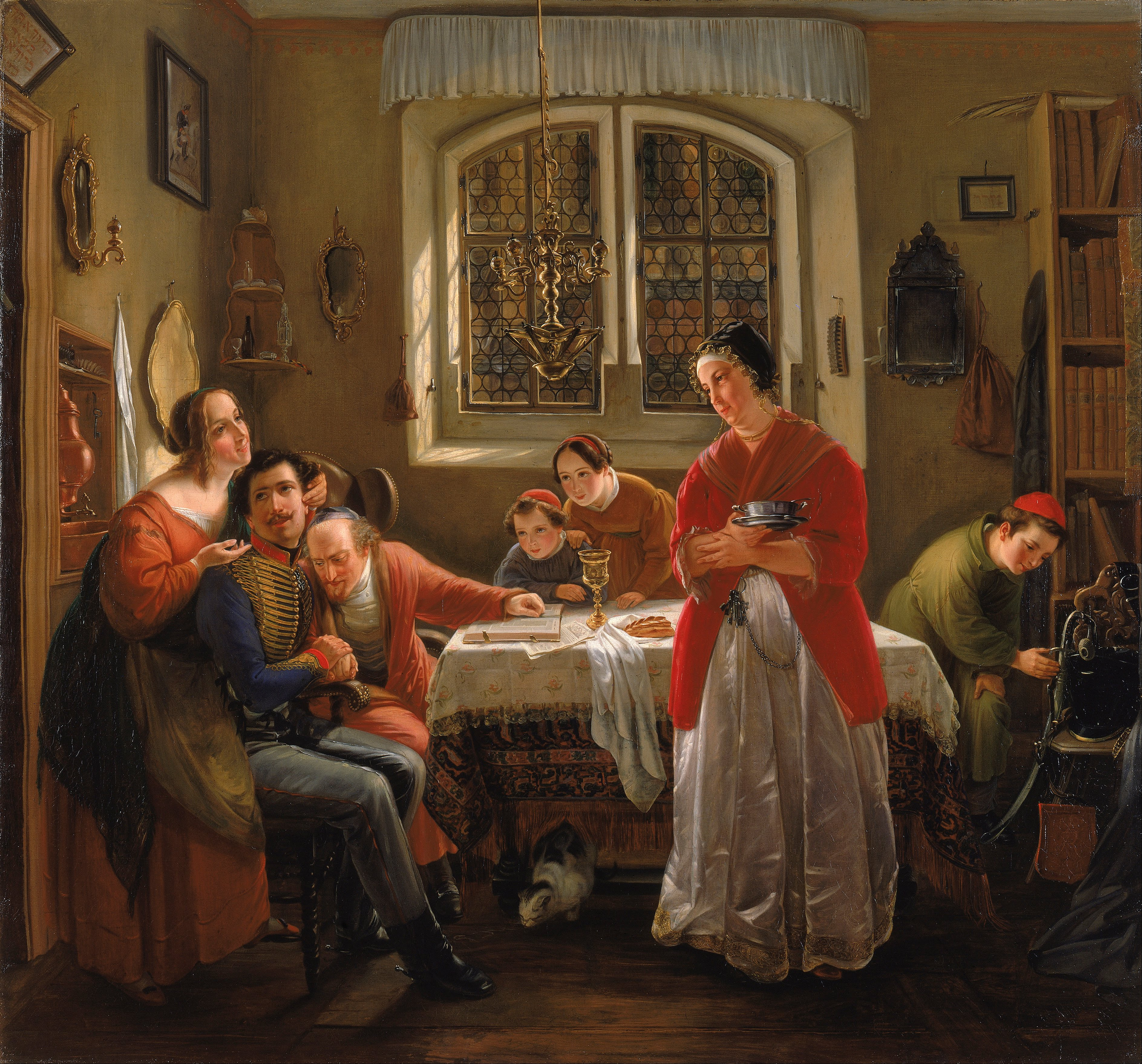
Heimkehr eines jüdischen Freiwilligen aus den Befreiungskriegen zu den nach alter Sitte lebenden Seinen (1833/34, Jewish Museum New York)
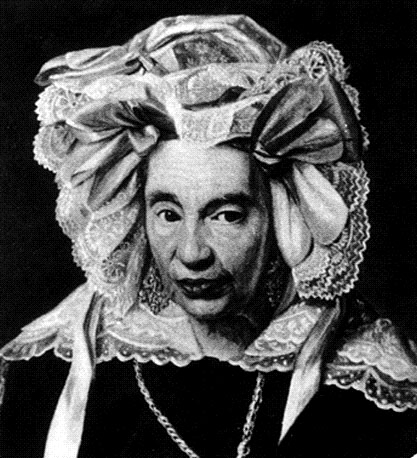
Gutle Rothschild (1836, Jüdisches Museum Frankfurt)
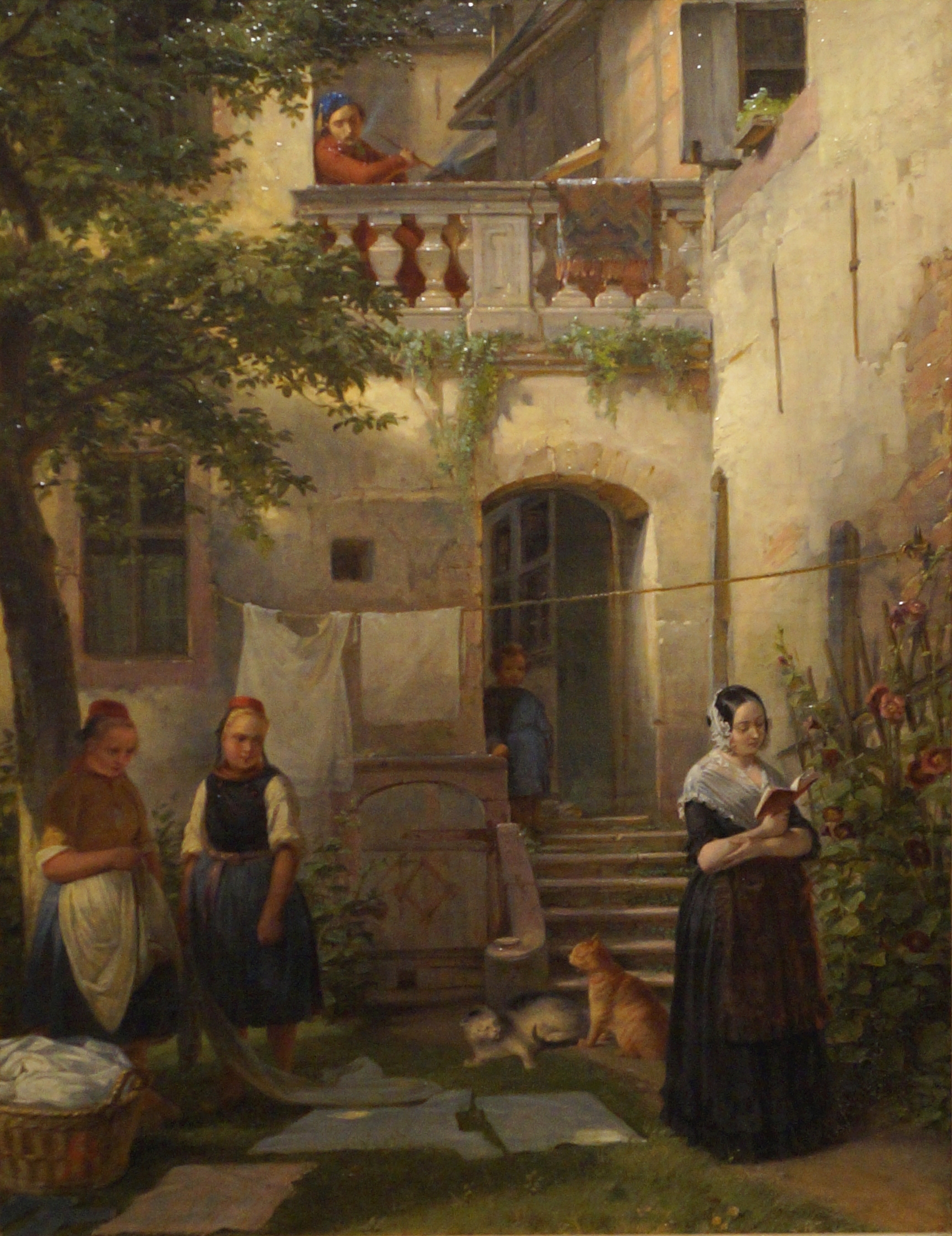
Der Bleichgarten (1842, Historisches Museum Hanau, Eigentum des Hanauer Geschichtsvereins)
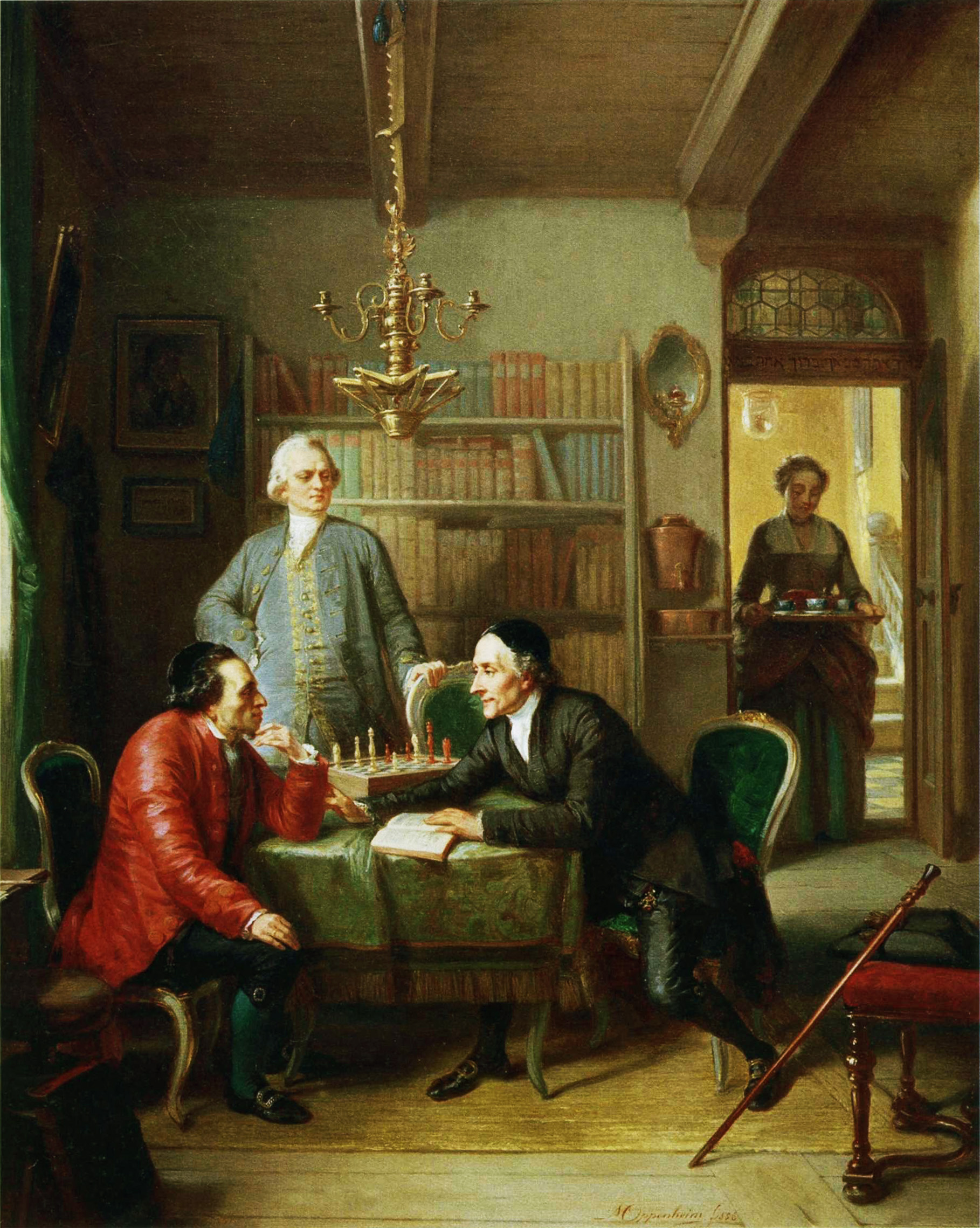
Lavater und Lessing bei Moses Mendelssohn (1856, Judah L. Magnes Memorial Museum, Berkeley)

## Sammlungen

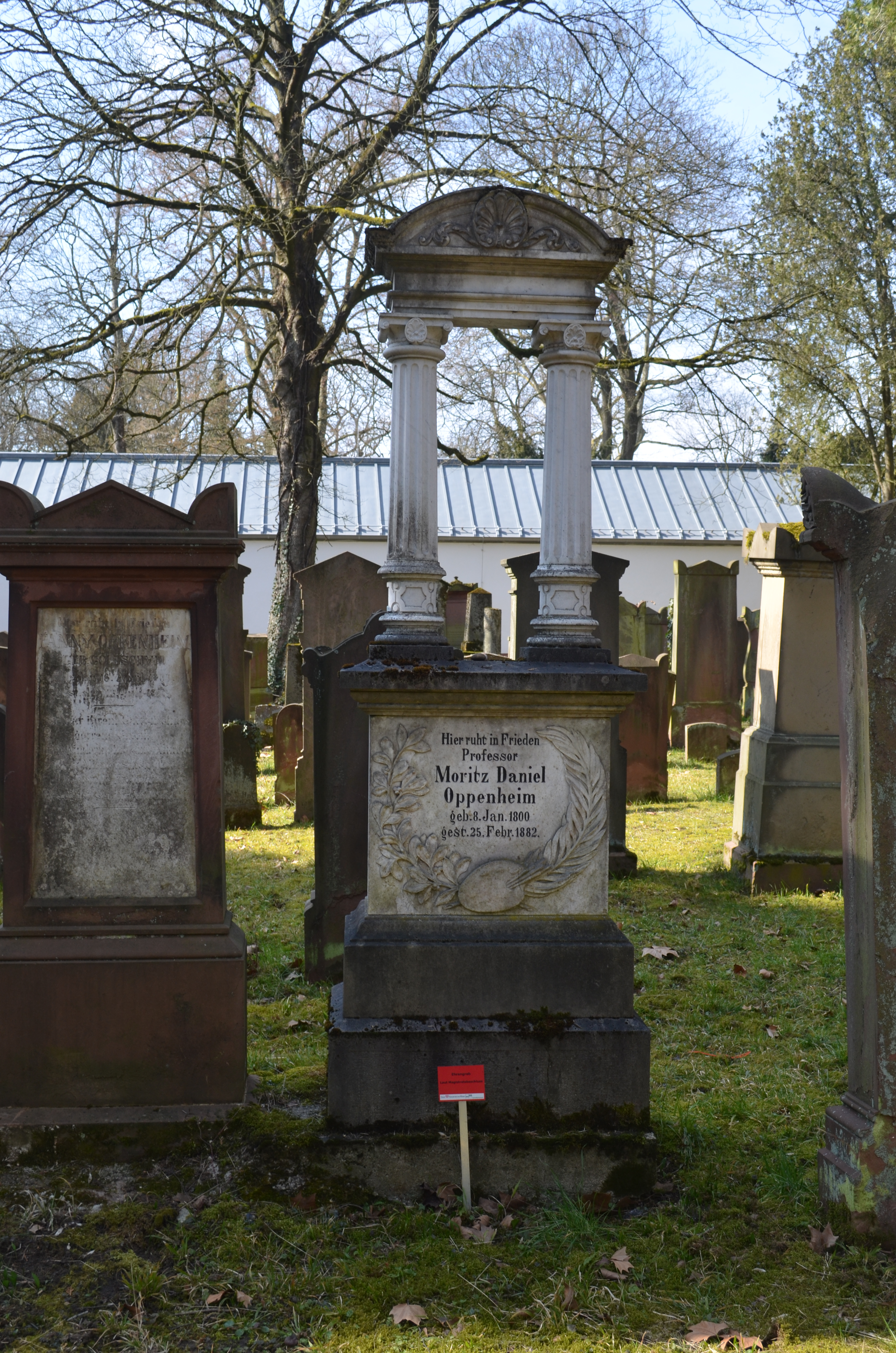
Grabmal Oppenheims auf dem Alten jüdischen Friedhof Rat-Beil-Straße in Frankfurt

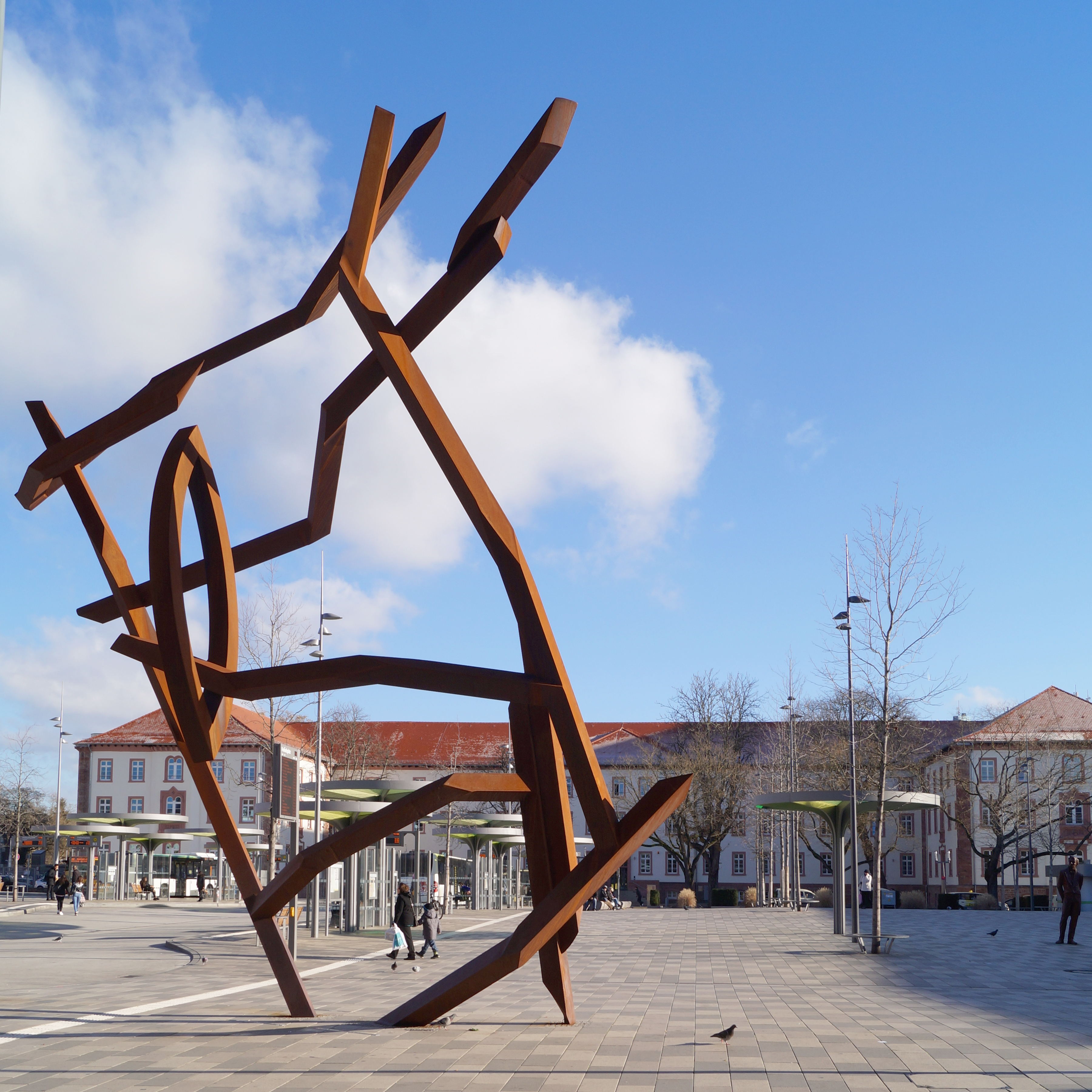
Moritz und das tanzende Bild – Skulptur von Robert Schad, Bildnis M.D. Oppenheim (rechts) von Pascal Coupot auf dem Freiheitsplatz in Hanau

Das Werkverzeichnis dokumentiert mehr als 700 Werke, von denen fast ein Drittel verschollen ist. Ein großer Teil seiner Werke ging verloren, als sein Enkel, der Kunstsammler und Maler Alfred Oppenheim (1873–1953) in der NS-Zeit gezwungen war, nach London zu emigrieren. Sein Besitz, darunter die Heimkehr eines jüdischen Freiwilligen aus den Befreiungskriegen, blieb jedoch fast vollständig in Frankfurt zurück. Ein halbes Jahr vor der 11. Verordnung zum Reichsbürgergesetz wurde Oppenheims Besitz, der bei einer Spedition lagerte, 1941 von der Gestapo beschlagnahmt. Auf Betreiben Ernst Holzingers, des Leiters des Städelschen Kunstinstituts, wurde ein Teil der Gemälde 1943 vor der Versteigerung für verschiedene Frankfurter Museen angekauft. In der Nachkriegszeit gelang es Oppenheim, hierfür finanziell entschädigt zu werden, doch verstarb er, bevor dies endgültig durchgeführt war. Die Erben Alfred Oppenheims verkauften die ihnen verbliebenen Teile des Nachlasses 1958 an das Israel-Museum in Jerusalem.
Neben den Stücken, die in den Kunsthandel und in internationale Museen gelangt sind, gibt es heute größere Bestände mit Gemälden von Moritz Daniel Oppenheim im Jüdischen Museum Frankfurt am Main und im Historischen Museum Hanau Schloss Philippsruhe. Der Ludwig Rosenthal-Saal des Hanauer Museums ist vollständig den Werken Oppenheims gewidmet. Gezeigt werden in regelmäßigem Wechsel Bilder aus dem reichhaltigen Hanauer Bestand, darunter Der Bleichgarten, Mignon und der Harfner, Die Museumsbesucher und ein Selbstbildnis.

## Gedenken, Film
Das Grabmal Oppenheims liegt auf dem Alten jüdischen Friedhof Rat-Beil-Straße in Frankfurt und ist erhalten. Im Zuge der Neugestaltung des Hanauer Freiheitsplatzes wurde für den in Hanau geborenen Maler vor dem neuen „Forum“ ein abstraktes Groß-Denkmal des Künstlers Robert Schad errichtet. Es trägt den Titel Moritz und das tanzende Bild (Oppenheim-Bildnis von Pascal Coupot).
Der Dokumentarfilm Moritz Daniel Oppenheim – the first Jewish painter, deutsch Moritz Daniel Oppenheim. Der erste jüdische Maler, der Regisseurin Isabel Gathof bringt das Wirken Oppenheims mit der Entstehung von Coupots Skulptur auf zwei Erzähl-Ebenen zusammen. Er wurde 2017 in der Sparte „Dokumentarfilm“ für den Hessischen Filmpreis nominiert.
Sein Geburtshaus in der heutigen Nordstraße in Hanau lässt sich aufgrund der großflächigen Zerstörung der Stadt im Zweiten Weltkrieg und der anschließenden Neugestaltung nicht mehr exakt lokalisieren.